# Џим Куријер
Џејмс Спенсер Куријер Млађи (енгл. James Spencer Courier, Jr.; Сенфорд, 17. август 1970), познатији само као Џим Куријер, бивши је амерички тенисер.  Током каријере је освојио четири гренд слем турнира у појединачној конкуренцији — два Отворена првенства Аустралије и два Ролан Гароса. Са 22 године и 11 месеци је најмлађи тенисер који је дошао до финала сва четири гренд слема. Провео је 58 недеља на првом месту АТП листе. Такође је освојио пет мастерса (двапут Индијан Велс, двапут Мајами и једном Рим), а с репрезентацијом Сједињених Америчких Држава био је првак Дејвис купа 1992. и 1995. Професионалну каријеру је завршио 2000. Од 2005. ради као тениски коментатор и аналитичар.

## Каријера
Џим Куријер је као јуниор похађао Тениску академију Ника Болетијерија (енгл. Nick Bollettieri Tennis Academy). Освојио је најзначајнији турнир за јуниоре Оринџ Боул 1986. и 1987, као и титулу у игри парова на Ролан Гаросу у јуниорској конкуренцији 1987.
Постао је професионалац 1988. а пробој на Гренд Слем турнирима је остварио када је на Ролан Гаросу 1991. поразио Стефан Едберга и Михаела Штиха на путу до финала. У финалу је победио Андреа Агасија. Исте године пласирао се у четвртфинале турнира у Вимблдону где је поражен од Михаела Штиха. На Ју-Ес опену те године, победио је браниоца титуле Пита Сампраса а након њега и Џимија Конорса да би у финалу изгубио од Стефана Едберга.
Наредне године Џим Куријер је победио Стефана Едберга у финалу Аусталијан опена. На Ролан Гаросу је одбранио титулу победивши Томаса Мустера, Горана Иванишевића, Андреа Агасија и Петра Корду. Након освајања титуле Куријер се париској публици обратио на француском језику.
Током ове сезоне Џим Куријер је остварио низ од 25 узастопних победа, постао је десети играч на првом месту АТП листе и први Американац након Џона Макенроа, такође је сезону 1992. завршио као број један. На Олимпијским играма у Барселони био је први носилац а испао је у трећем колу од каснијег освајача златне медаље Марка Росеа. Исте године освојио је Дејвис куп са репрезентацијом САД.
Године 1993, Куријер је поново победио Стефана Едберга у финалу Аустралијан опена, док је у финалу Ролан Гароса изгубио од Сержи Бругере. На Вимблдону је стигао до финала али је поражен од Пита Сампраса. Пласманом у финале Вимблдона Куријер је са 22 године постао најмлађи тенисер који се пласирао у сва четири финала Гренд слем турнира, што до данас нико није надмашио.
Ова сезона је представљала врхунац каријере Џима Куријера, јер након пораза од Бругере у финалу Ролан Гароса више није успео да оствари доминацију на шљаци а те године је започео период владавине Пита Сампраса, с којим је имао однос победа и пораза на Гренд Слем турнирима 1-6.
Као члан репрезентације САД, Џим Куријер је освојио Дејвис куп 1995.

## Након тениске каријере
Након повлачења Куријер је радио као спортски коментатор за Ју-Ес-Еј Нетворк, Ен-Би-Си Спортс и Ти-Ен-Ти.
Џим Куријер се 21. августа 2010. венчао са Сузаном Лингман.
Тренутно обавља дужност селектора америчке Дејвис куп репрезентације.

## Гренд слем финала

### Појединачно: 7 финала (4 победе)
| Исход     | Година | Турнир               | Подлога | Противник у финалу | Резултат                 |
| Победник  | 1991.  | Ролан Гарос          | шљака   | Андре Агаси        | 3–6, 6–4, 2–6, 6–1, 6–4  |
| Финалиста | 1991.  | Ју-Ес опен           | бетон   | Стефан Едберг      | 6–2, 6–4, 6–0            |
| Победник  | 1992.  | Аустралијан опен     | бетон   | Стефан Едберг      | 6–3, 3–6, 6–4, 6–2       |
| Победник  | 1992.  | Ролан Гарос (2)      | шљака   | Петр Корда         | 7–5, 6–2, 6–1            |
| Победник  | 1993.  | Аустралијан опен (2) | бетон   | Стефан Едберг      | 6–2, 6–1, 2–6, 7–5       |
| Финалиста | 1993.  | Ролан Гарос          | шљака   | Сержи Бругера      | 6–4, 2–6, 6–2, 3–6, 6–3  |
| Финалиста | 1993   | Вимблдон             | трава   | Пит Сампрас        | 7–6(3), 7–6(6), 3–6, 6–3 |

## Тенис мастерс куп
| Исход     | Година | Такмичење | Подлога | Противник у финалу | Резултат              |
| Финалиста | 1991.  | Франкфурт | бетон   | Пит Сампрас        | 3–6, 7–6(5), 6–3, 6–4 |
| Финалиста | 1992.  | Франкфурт | бетон   | Борис Бекер        | 6–4, 6–3, 7–5         |

## Мастерс турнири

### Појединачно: 5 финала (5 титула)
| Исход    | Година | Турнир           | Подлога | Противник у финалу | Резултат                   |
| Победник | 1991   | Индијан Велс     | бетон   | Ги Форже           | 4–6, 6–3, 4–6, 6–3, 7–6(4) |
| Победник | 1991   | Ки Бискејн       | бетон   | Дејвид Витон       | 4–6, 6–3, 6–4              |
| Победник | 1992.  | Рим              | шљака   | Карлос Коста       | 7–6(3), 6–0, 6–4           |
| Победник | 1993.  | Индијан Велс (2) | бетон   | Вејн Фереира       | 6–3, 6–3, 6–1              |
| Победник | 1993.  | Рим (2)          | шљака   | Горан Иванишевић   | 6–1, 6–2, 6–2              |

### Резултати у појединачној конкуренцији
| Подлога      |
| бетон (17–6) |
| трава (0–1)  |
| шљака (5–2)  |
| тепих (1–4)  |

| Исход     | Број | Датум              | Турнир                       | Подлога | Противник у финалу | Резултат                          |
| Победник  | 1.   | 9. октобар 1989.   | Базел, Швајцарска            | бетон   | Стефан Едберг      | 7–6(6), 3–6, 2–6, 6–0, 7–5        |
| Победник  | 2.   | 11. март 1991.     | Индијан Велс, САД            | бетон   | Ги Форже           | 4–6, 6–3, 4–6, 6–3, 7–6(4)        |
| Победник  | 3.   | 25. март 1991.     | Ки Бискејн, САД              | бетон   | Дејвид Витон       | 4–6, 6–3, 6–4                     |
| Победник  | 4.   | 10. јун 1991.      | Ролан Гарос                  | шљака   | Андре Агаси        | 3–6, 6–4, 2–6, 6–1, 6–4           |
| Финалиста | 1.   | 9. септембар 1991. | Ју-Ес опен                   | бетон   | Стефан Едберг      | 2–6, 4–6, 0–6                     |
| Финалиста | 2.   | 18. новембар 1991. | Тенис мастерс куп, Франкфурт | тепих   | Пит Сампрас        | 6–3, 6–7(5), 3–6, 4–6             |
| Победник  | 5.   | 27. јануар 1992.   | Аустралијан опен             | бетон   | Стефан Едберг      | 6–3, 3–6, 6–4, 6–2                |
| Финалиста | 3.   | 10. фебруар 1992.  | Сан Франциско, САД           | бетон   | Мајкл Ченг         | 3–6, 3–6                          |
| Финалиста | 4.   | 17. фебруар 1992.  | Брисел, Белгија              | тепих   | Борис Бекер        | 7–6(5), 6–2, 6–7(10), 6–7(5), 5–7 |
| Победник  | 6.   | 13. април 1992.    | Токио, Јапан                 | бетон   | Рихард Крајичек    | 6–4, 6–4, 7–6(3)                  |
| Победник  | 7.   | 20. април 1992.    | Хонгконг                     | бетон   | Мајкл Ченг         | 7–5, 6–3                          |
| Победник  | 8.   | 18. мај 1992.      | Рим, Италија                 | шљака   | Карлос Коста       | 7–6(3), 6–0, 6–4                  |
| Победник  | 9.   | 8. јун 1992.       | Ролан Гарос                  | шљака   | Петр Корда         | 7–5, 6–2, 6–1                     |
| Финалиста | 5.   | 24. август 1992.   | Индијанаполис, САД           | бетон   | Пит Сампрас        | 4–6, 4–6                          |
| Финалиста | 6.   | 23. новембар 1992. | Тенис мастерс куп, Франкфурт | тепих   | Борис Бекер        | 4–6, 3–6, 5–7                     |
| Победник  | 10.  | 1. фебруар 1993.   | Аустралијан опен             | бетон   | Стефан Едберг      | 6–2, 6–1, 2–6, 7–5                |
| Победник  | 11.  | 14. фебруар 1993.  | Мемфис, САД                  | бетон   | Тод Мартин         | 5–7, 7–6(4), 7–6(4)               |
| Победник  | 12.  | 8. март 1993.      | Индијан Велс, САД            | бетон   | Вејн Фереира       | 6–3, 6–3, 6–1                     |
| Финалиста | 7.   | 19. април 1993.    | Хонгконг                     | бетон   | Пит Сампрас        | 3–6, 7–6(1), 6–7(2)               |
| Победник  | 13.  | 17. мај 1993.      | Рим, Италија                 | шљака   | Горан Иванишевић   | 6–1, 6–2, 6–2                     |
| Финалиста | 8.   | 7. јун 1993.       | Ролан Гарос                  | шљака   | Сержи Бругера      | 4–6, 6–2, 2–6, 6–3, 3–6           |
| Финалиста | 9.   | 5. јул 1993.       | Вимблдон                     | трава   | Пит Сампрас        | 6–7(3), 6–7(6), 6–3, 3–6          |
| Победник  | 14.  | 23. август 1993    | Индијанаполис, САД           | бетон   | Борис Бекер        | 7–5, 6–3                          |
| Финалиста | 10.  | 18. април 1994.    | Ница, Француска              | шљака   | Алберто Берасатеги | 4–6, 2–6                          |
| Финалиста | 11.  | 24. октобар 1994.  | Лион, Француска              | тепих   | Марк Росе          | 4–6, 6–7(2)                       |
| Победник  | 15.  | 9. јануар 1995.    | Аделејд, Аустралија          | бетон   | Арно Боетш         | 6–2, 7–5                          |
| Победник  | 16.  | 6. март 1995.      | Скотсдејл, САД               | бетон   | Марк Филипусис     | 7–6(2), 6–4                       |
| Победник  | 17.  | 17. април 1995.    | Токио, Јапан                 | бетон   | Андре Агаси        | 6–4, 6–3                          |
| Победник  | 18.  | 2. октобар 1995.   | Базел, Швајцарска            | бетон   | Јан Симеринк       | 6–7(2), 7–6(5), 5–7, 6–2, 7–5     |
| Финалиста | 12.  | 9. октобар 1995.   | Тулуз, Француска             | бетон   | Арно Боетш         | 4–6, 7–6(5), 0–6                  |
| Победник  | 19.  | 4. март 1996.      | Филаделфија, САД             | тепих   | Крис Вудраф        | 6–4, 6–3                          |
| Победник  | 20.  | 6. јануар 1997.    | Доха, Катар                  | бетон   | Тим Хенман         | 7–5, 6–7(5), 6–2                  |
| Победник  | 21.  | 28. јул 1997.      | Лос Анђелес, САД             | бетон   | Томас Енквист      | 6–4, 6–4                          |
| Победник  | 22.  | 6. октобар 1997.   | Пекинг                       | бетон   | Магнус Густафсон   | 7–6(10), 3–6, 6–3                 |
| Победник  | 23.  | 28. април 1998.    | Хјустон, САД                 | шљака   | Мајкл Ченг         | 7–5, 3–6, 7–5                     |
| Финалиста | 13.  | 26. фебруар 1999.  | Мемфис, САД                  | бетон   | Томи Хас           | 4–6, 1–6                          |